# A legkisebb ugrifüles
A legkisebb ugrifüles ist eine ungarische Puppentrickfilmserie, die Mitte der 1970er Jahre entstand.
Die drei Hauptdarsteller der Serie sind die Tierfiguren Ugrifüles, ein Hase, Tüskéshátú, ein Igel, sowie Brekkencs, ein Frosch. István Csukás schrieb die Drehbücher und Regie  führte Ottó Foky. Die Stimmen der Tiere wurden von den Schauspielern András Márton (Ugrifüles), Péter Haumann (Tüskéshátú) und János Gálvölgyi (Brekkencs) gesprochen. János Gyulai Gaál und Zsolt Pethő komponierten zum größten Teil die Musik für die Serie.
Die Serie wurde im Pannónia Filmstúdió in Budapest produziert. Sie umfasst insgesamt 26 Folgen, die im Laufe von zwei Jahren in zwei Staffeln vom Ungarischen Fernsehen am frühen Abend ausgestrahlt wurden. Im Jahre 2003 sind 12  Episoden auf DVD veröffentlicht worden.